# Río Timavo
El río Timavo (en latín Timavus, en esloveno Timava o Timav/Reka, en alemán Recca Fluss, en friulano Timâf) es un corto río costero de 89 kilómetros de la vertiente del  mar Adriático que discurre por Croacia, Eslovenia e Italia, por la provincia de Trieste. Tiene cuatro fuentes cerca de San Giovanni (en esloveno, Štivan) cerca de Duino y desemboca en el golfo de Panzano (parte del golfo de Trieste) entre Trieste y Monfalcone, Italia.
El río es de naturaleza kárstica. La hipótesis de que es sólo la continuación del río Reka (Eslovenia) ha sido refutada en el siglo XX, ya que el Timavo recibe un tercio de agua del Reka y dos tercios de los ríos Vipava, Isonzo y de las aguas de la meseta del Kras.
Los autores romanos Livio, Estrabón y Virgilio mencionan el río. Virgilio escribe que nueve corrientes emergen de una montaña para formar el río. Un asentamiento romano cerca de las fuentes se llamaba Fons Timavi.